# Haplochthonius crassisetosus
Haplochthonius crassisetosus är en kvalsterart som beskrevs av Gil-Martín, Subías och Antonio Arillo 1992. Haplochthonius crassisetosus ingår i släktet Haplochthonius och familjen Haplochthoniidae. Inga underarter finns listade i Catalogue of Life.